# Mastogenius jipijapa
Mastogenius jipijapa – gatunek chrząszcza z rodziny bogatkowatych i podrodziny Polycestinae.
Gatunek ten został opisany w 1986 przez Garyego Manleya na podstawie okazów odłowionych milę na północ od  Jipijapy.
Chrząszcz o silnie błyszczącym, podłużnie owalnym w obrysie ciele, u holotypowego samca długości 2,85 mm. Ubarwienie jednolite, spiżowobrązowe. Głowa na przedzie płaska, bez wyraźnych wgłębień. Powierzchnia głowy grubo, jednolicie i gęsto punktowana oraz granulowana. Przedplecze trochę szersze niż długie, węższe z przodu niż u nasady. Boczne brzegi przedplecza szeroko rozbieżne od kątów przednich do około połowy długości i dalej delikatnie zbieżne ku kątom tylnym. Boki Pokrywy do miejsca nieco za środkiem długości prawie równoległe, a dalej łukowato zbieżne ku ściętym wierzchołkom. Punktowanie pokryw gęste i grube. U nasady pokryw poprzeczne, a wzdłuż brzegów w okolicy kątów barkowych podłużne wgłębienia.
Owad neotropikalny, znany tylko z ekwadorskiej prowincji Manabí.